# Fly Logic
Fly Logic (tidigare Malmö Air Taxi) var ett svenskt flygbolag med bas på Malmö Airport. Fly Logic flög fraktflyg och taxiflyg med turboprop- och kolvmotorflygplan. Verksamheten bedrevs framför allt i Norden och Baltikum, men även i övriga Europa. Den 13 december 2013 gick företaget i konkurs.
Luftfarsverkets operativa licens var utfärdad till dotterbolaget North Express AB tidigare kallat Fly Logic Malmö AB.

## Flotta
Fly Logics flotta bestod av följande flygplan (2013):
| Typ                 | Reg nr        | Passagerare | Huvudsakligt användningsområde |
| ------------------- | ------------- | ----------- | ------------------------------ |
| PA-31-310 Navajo    | SE-GIN SE-IDR | 6           | Fraktflyg och Taxiflyg         |
| PA-31-350 Chieftain | SE-IKV        | 8           | Fraktflyg och Taxiflyg         |
| SA226-TC Metro      | SE-KCP        | 9           | Fraktflyg och Taxiflyg         |